# Swiss Challenge League
Swiss Challenge League – drugi poziom rozgrywek ligowych w piłkę nożną w Szwajcarii, po raz pierwszy zorganizowany w 1897 roku (w obecnym formacie od 1931).

## Format
W rozgrywkach bierze udział 10 klubów, którzy zmagają się przez 4 rundy systemem kołowym, w sumie 36 kolejek. W rozgrywkach też uczestniczą kluby z Liechtensteinu, ponieważ Liechtenstein nie posiada krajowej ligi. Mistrz awansuje do Swiss Super League, a druga drużyna w tabeli walczy o awans w barażach z przedostatnią drużyną Super League. Najsłabsza drużyna ligi spada do 1. Liga Promotion, również o utrzymanie walczy przedostatnia drużyna w tabeli w barażach z drugą drużyną z 1. Liga Promotion.

## Historia
Druga liga o nazwie Serie B została założona w 1897 roku, ale w obecnym formacie istnieje od 1931 roku. Wtedy liga nazywała się 1. Liga.
Od 1944 roku jej nazwę zmieniono na Nationalliga B.
Latem 1999 roku druga liga przyjęła nazwę Challenge League. Liga składała się z 17 drużyn. W kolejnych latach liga została poszerzona do 18 zespołów. W sezonie 2008/09 zredukowana do 16 zespołów. W sezonie 2012/13 liczba zespołów została zmniejszona z 16 do 10.

## Nazwy
- 1897–1922: Serie B
- 1922–1930: Serie Promotion
- 1930/1931: 2. Liga
- 1931–1944: 1. Liga
- 1944–2003: Nationalliga B (fr. Ligue Nationale B, wł. Lega Nazionale B)
- 2003–2008: Challenge League
- 2008/2009: Dosenbach Challenge League
- od 2009: Challenge League

## Skład ligi w sezonie 2012/2013
| Klub            | Siedziba    | Stadion                       | Pojemność | Założony |
| --------------- | ----------- | ----------------------------- | --------- | -------- |
| FC Aarau        | Aarau       | Stadion Brügglifeld           | 9,249     | 1902     |
| AC Bellinzona   | Bellinzona  | Stadio Comunale di Bellinzona | 10,000    | 1904     |
| FC Biel-Bienne  | Biel/Bienne | Stadion Gurzelen              | 15,000    | 1896     |
| FC Chiasso      | Chiasso     | Stadio Comunale di Chiasso    | 11,160    | 1905     |
| FC Locarno      | Locarno     | Stadio del Lido               | 11,000    | 1906     |
| FC Lugano       | Lugano      | Stadio Cornaredo              | 15,000    | 1908     |
| FC Schaffhausen | Szafuza     | Stadion Breite                | 7,300     | 1896     |
| Servette FC     | Genewa      | Stade de Genève               | 30,084    | 1890     |
| FC Vaduz        | Vaduz       | Rheinpark Stadion             | 7,838     | 1932     |
| FC Wil          | Wil         | AFG Arena (tymcz.)            | 19,694    | 1900     |
| FC Winterthur   | Winterthur  | Stadion Schützenwiese         | 8,550     | 1896     |
| FC Wohlen       | Wohlen      | Stadion Niedermatten          | 5,000     | 1904     |

## Zwycięzcy rozgrywek
- 1931/1932: Lausanne Sports (zach.), Concordia Basel (wsch.)
- 1932/1933: FC Bern (zach.), FC Locarno (wsch.)
- 1933/1934: Étoile Carouge FC (zach.), FC Kreuzlingen (wsch.)
- 1934/1935: FC Aarau (zach.), FC Sankt Gallen (wsch.)
- 1935/1936: FC Grenchen (zach.), FC Luzern (wsch.)
- 1936/1937: FC Grenchen (zach.), FC Zürich (wsch.)
- 1937/1938: FC La Chaux-de-Fonds (zach.), FC Sankt Gallen (wsch.)
- 1938/1939: Cantonal Neuchâtel (zach.), FC Sankt Gallen (wsch.)
- 1939/1940: FC Basel (5 grup)
- 1940/1941: Cantonal Neuchâtel (zach.), FC Basel (centr.), FC Zürich (wsch.)
- 1941/1942: FC Bern (zach.), FC Basel (wsch.)
- 1942/1943: FC La Chaux-de-Fonds (zach.), AC Bellinzona (wsch.)
- 1943/1944: CS International Genève (zach.), AC Bellinzona (wsch.)
- 1944/1945: FC Locarno
- 1945/1946: FC Basel
- 1946/1947: FC Zürich
- 1947/1948: Urania Genève Sport
- 1948/1949: FC Sankt Gallen
- 1949/1950: Cantonal Neuchâtel
- 1950/1951: Grasshopper Club
- 1951/1952: FC Fribourg
- 1952/1953: FC Luzern
- 1953/1954: FC Lugano
- 1954/1955: Urania Genève Sport
- 1955/1956: FC Winterthur
- 1956/1957: FC Biel-Bienne
- 1957/1958: FC Zürich
- 1958/1959: FC Winterthur
- 1959/1960: FC Fribourg
- 1960/1961: FC Lugano
- 1961/1962: FC Chiasso
- 1962/1963: FC Schaffhausen
- 1963/1964: FC Lugano
- 1964/1965: Urania Genève Sport
- 1965/1966: FC Winterthur
- 1966/1967: FC Luzern
- 1967/1968: FC Winterthur
- 1968/1969: FC Wettingen
- 1969/1970: FC Sion
- 1970/1971: FC Sankt Gallen
- 1971/1972: FC Chiasso
- 1972/1973: Neuchâtel Xamax
- 1973/1974: FC Luzern
- 1974/1975: FC Biel-Bienne
- 1975/1976: AC Bellinzona
- 1976/1977: Étoile Carouge FC
- 1977/1978: Nordstern Basel
- 1978/1979: FC La Chaux-de-Fonds
- 1979/1980: AC Bellinzona
- 1980/1981: FC Vevey-Sports 05
- 1981/1982: FC Winterthur
- 1982/1983: FC La Chaux-de-Fonds
- 1983/1984: SC Zug
- 1984/1985: FC Grenchen
- 1985/1986: FC Locarno
- 1986/1987: FC Grenchen
- 1987/1988: Étoile Carouge FC (zach.), FC Lugano (wsch.)
- 1988/1989: Yverdon-Sport FC (zach.), FC Basel (wsch.)
- 1989/1990: FC Fribourg (zach.), FC Baden (wsch.)
- 1990/1991: Yverdon-Sport FC (zach.), FC Locarno (wsch. i płd.)
- 1991/1992: FC Basel (zach.), FC Schaffhausen (wsch. i płd.)
- 1992/1993: Yverdon-Sport FC (zach.), FC Luzern (wsch.)
- 1993/1994: Étoile Carouge FC (zach.), FC Schaffhausen (wsch.)
- 1994/1995: Yverdon-Sport FC (zach.), SC Kriens (wsch.)
- 1995/1996: SC Kriens
- 1996/1997: Étoile Carouge FC
- 1997/1998: BSC Young Boys
- 1998/1999: FC Wil
- 1999/2000: AC Bellinzona
- 2000/2001: BSC Young Boys
- 2001/2002: FC Wil
- 2002/2003: FC Vaduz
- 2003/2004: FC Schaffhausen
- 2004/2005: Yverdon-Sport FC
- 2005/2006: FC Luzern
- 2006/2007: Neuchâtel Xamax
- 2007/2008: FC Vaduz
- 2008/2009: FC Sankt Gallen
- 2009/2010: FC Thun
- 2010/2011: Lausanne Sports
- 2011/2012: FC Sankt Gallen
- 2012/2013: FC Aarau
- 2013/2014: FC Vaduz
- 2014/2015: FC Lugano
- 2015/2016: Lausanne Sports